# Cilindro Rassam
El cilindro Rassam es un prisma de diez caras grabadas con escritura cuneiforme, datado en el año 643 a. C. Relata en primera persona las campañas militares del rey del imperio neoasirio Asurbanipal. El cilindro fue descubierto en el Palacio Norte de Nínive por el arqueólogo anglo-iraquí Hormuzd Rassam en 1854, de ahí su nombre. Se conserva en el Museo Británico.

## Contenido
El cilindro describe en detalle nueve campañas militares de Ashurpanipal. Su contenido se ha enumerado de la siguiente manera:

1. Introducción, relato del acceso al trono de Asurbanipal
2. Primera guerra egipcia contra Tirhakah
3. Segunda Guerra Egipcia contra Urdamane
4. Conquista de Tiro y muerte de Baal, rey de Tiro
5. Expedición contra Ahseri, rey de Van
6. Expedición contra Temti-Humban-Inshushinak, rey del Imperio elamita
7. Guerra contra Shamash-shum-ukin de Babilonia, hermano de Asurbanipal
8. Primera guerra contra Ummanaldas, rey del Imperio elamita
9. Segunda guerra contra Ummanaldas, rey del Imperio elamita
10. Expedición contra Uate, rey de Arabia
11. Captura de Ummanaldas, rey del Imperio elamita
12. Embajada de Istar-duri, rey de Ararat
13. Reparación del Palacio de Senaquerib en Nínive, conclusión y fecha de la inscripción

Contenido del cilindro de Rassam

## Extracto
Uno de los textos relata su campaña victoriosa en Egipto:

En mi primera campaña, marché contra Magán, Meluhha, Taharqo, rey de Egipto y Etiopía, a quien Asarhaddón, rey de Asiria, el padre que me engendró, había derrotado, y cuya tierra sometió a su influencia. Este mismo Taharqa olvidó el poder de Ashur, Ishtar y los otros grandes dioses, mis señores, y puso su confianza en su propio poder. Se volvió contra los reyes y regentes que mi propio padre había designado en Egipto. Entró y se instaló en Menfis, la ciudad que mi propio padre había conquistado e incorporado al territorio asirio. Cilindro de Rassam de Assurbanipal (extracto).

También se conocen numerosos relieves procedentes de Nínive que ilustran estas campañas.
Luckenbill realizó una traducción completa del cilindro en "Registros antiguos de Asiria y Babilonia". Una transcripción completa del texto cuneiforme está disponible en CDLI.

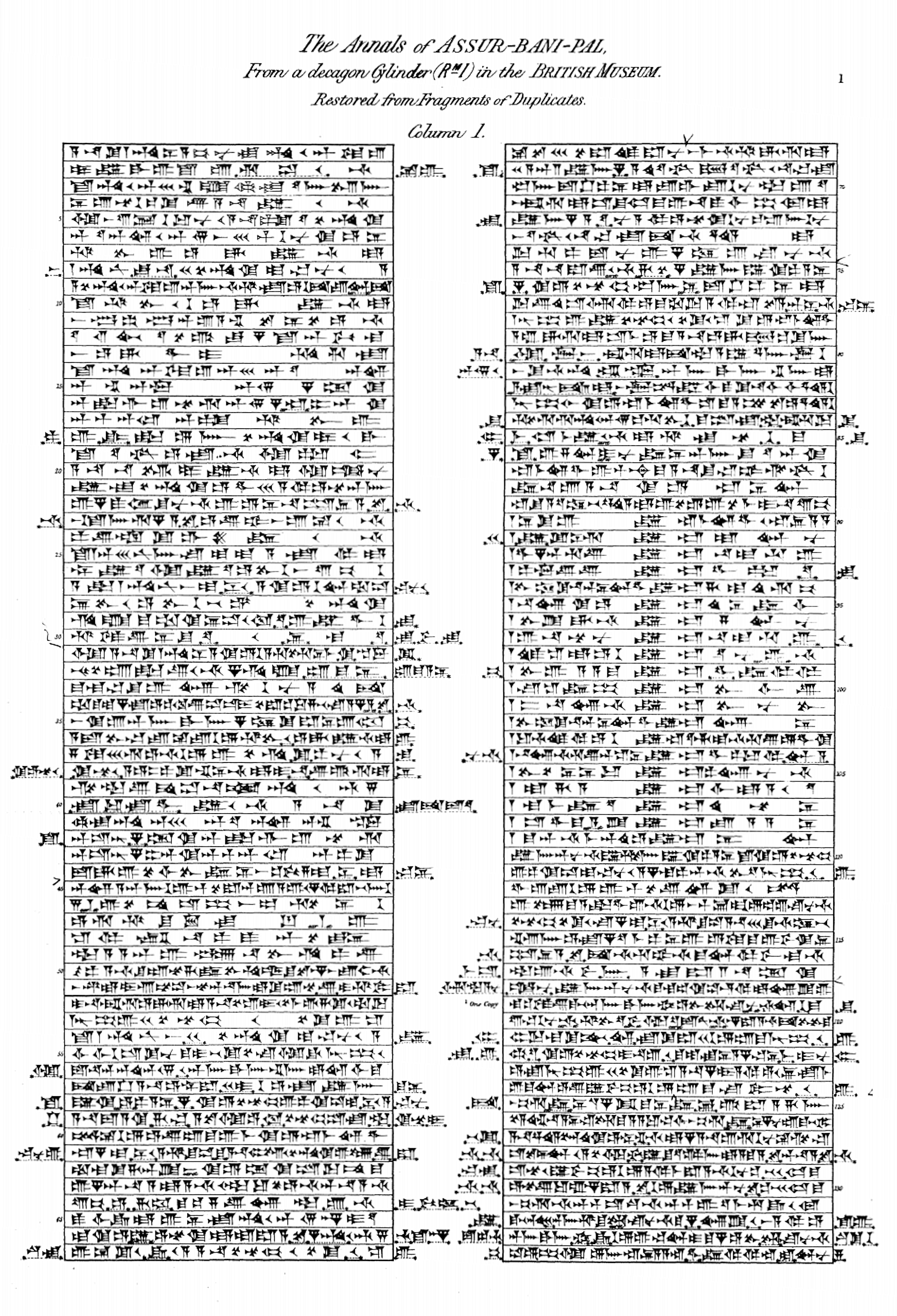
Transcripción de la escritura cuneiforme de la primera columna.
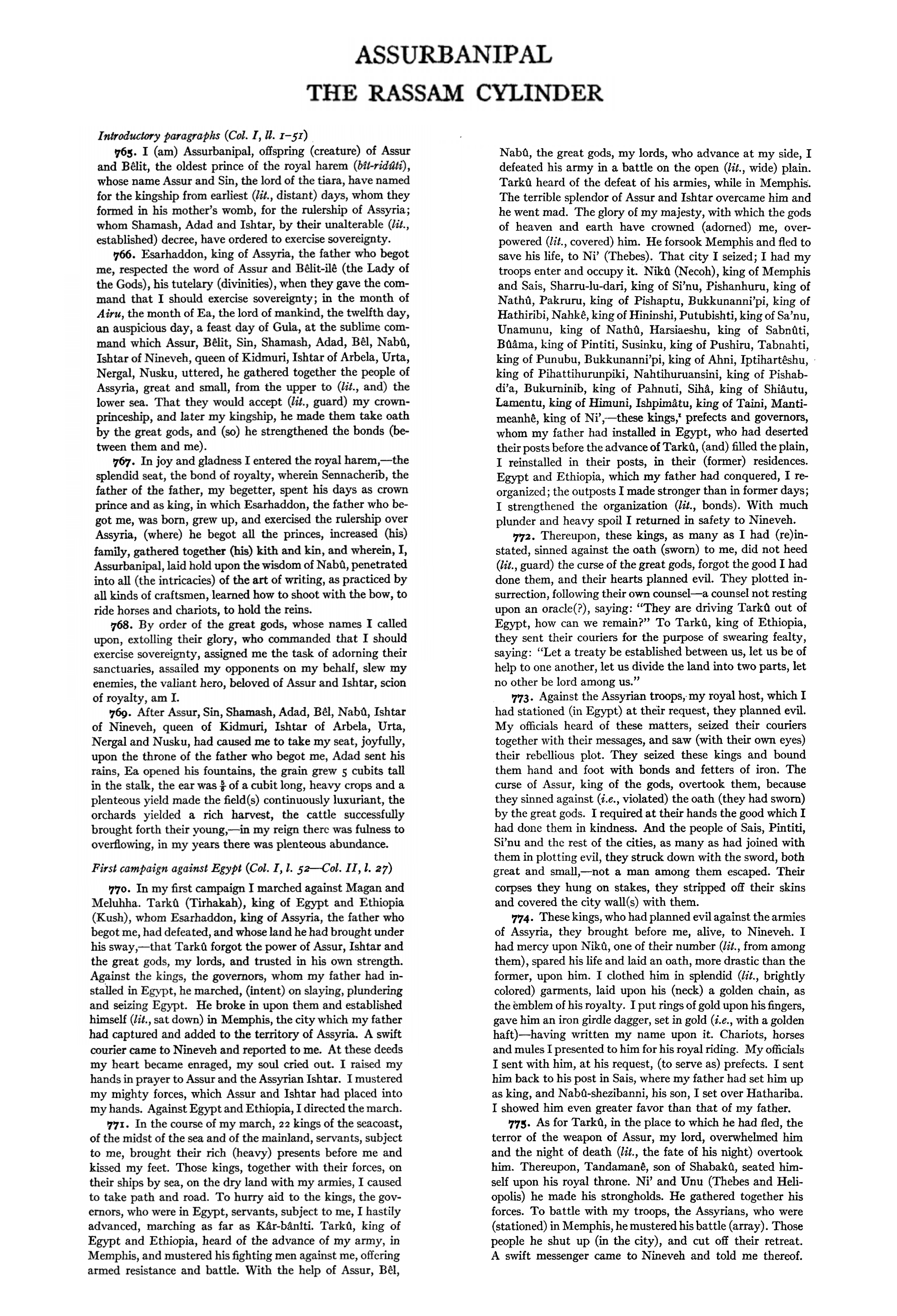
Traducción de la primera columna por Luckenbill: Introducción y Primera Campaña de Egipto.
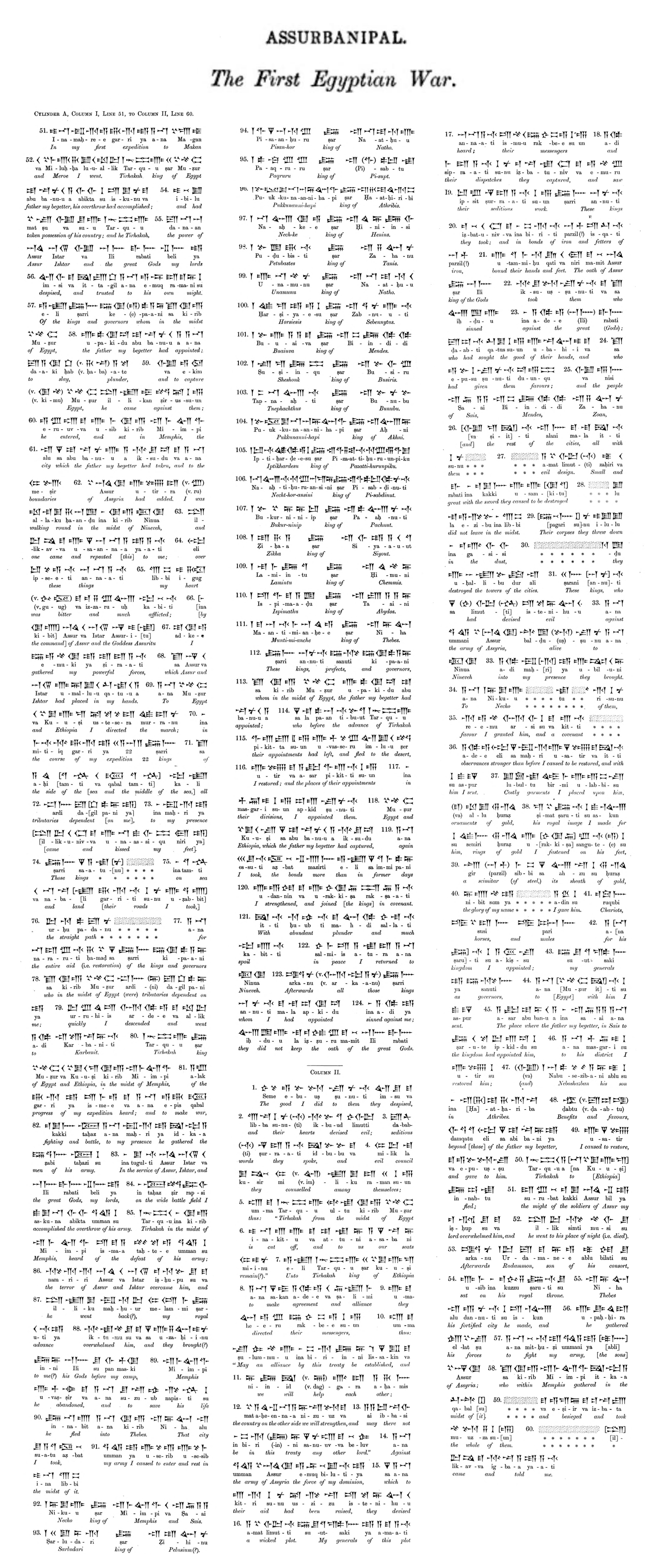
Asurbanipal "Primera Guerra Egipcia". Traducción palabra por palabra por George Smith

## Palabras importantes

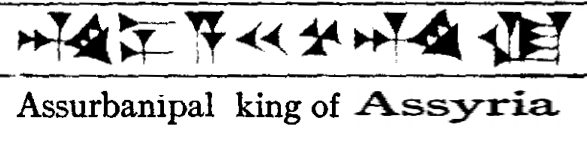
"Asurbanipal Rey de Asiria"
an-szar2-du3-a man kur_ an-szar2{ki}
en el cilindro Rassam, 643 a.C.

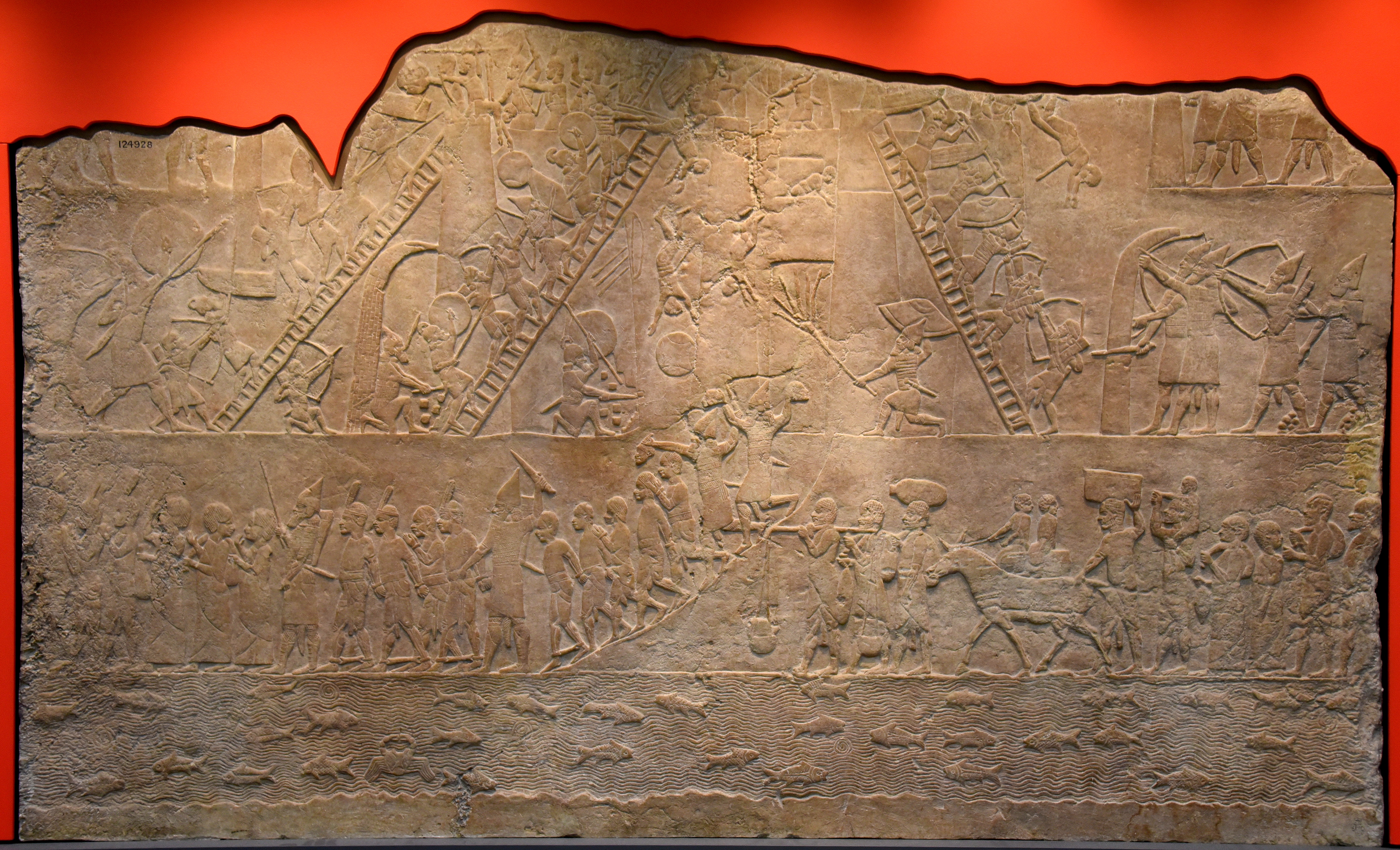
Asedio asirio de un fuerte egipcio, probablemente una escena de la guerra del 667 a.C. Esculpido en el 645-635 a.C., bajo Asurbanipal. Museo Británico.

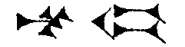
La palabra Mu-sur, para Egipto
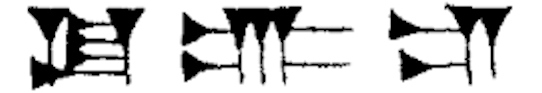
La palabra Ku-u2-si, para" Reino de Kush "
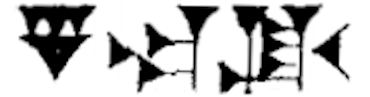
La palabra Sha-ba-ku-u, para el faraón kushita Shabako
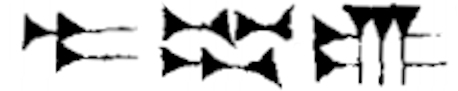
La palabra Tar-qu-u2, para el faraón kushita Taharqo
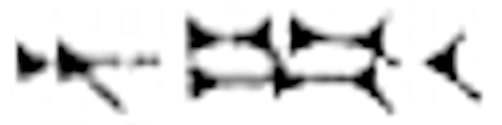
Tar-qu-u, una ortografía alternativa utilizada para el faraón kushita Taharqo
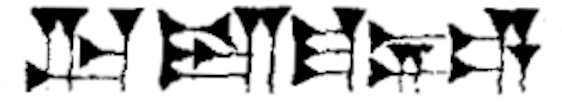
La palabra Urdamanee, para el faraón kushita Tanutamani
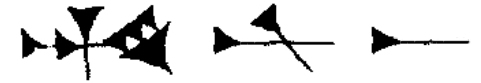
La palabra An-shar-pap-ash, para el gobernante neoasirio Asarhaddón
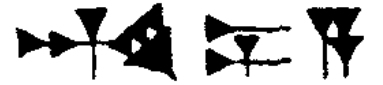
La palabra An-shar-du-a, para el gobernante neoasirio Asurbanipal
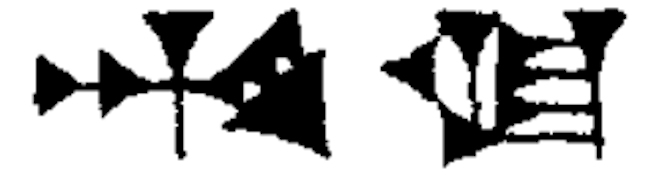
La palabra AššurKI, para la ciudad de Aššur
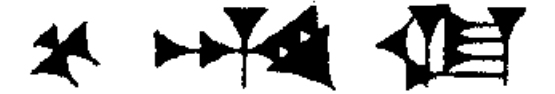
La palabra mat AššurKI, para el país de Aššur, Asiria
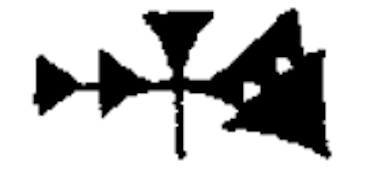
La palabra An-shar, para el dios supremo Ansar
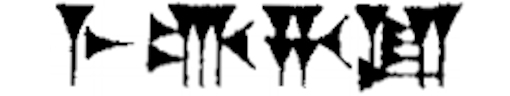
El país de Meluhha (
𒈨𒈛𒄩𒆠
) posiblemente idéntico a Meroe